# Traité de Titalia
Le traité de Titalia est un traité signé entre le Chogyal du royaume du Sikkim, et la Compagnie britannique des Indes orientales (ou East India Company (EIC)), en 1817.
Le traité, qui a été négocié par le capitaine Barre Latter, en février 1817, garantit la sécurité du Sikkim par les Britanniques, et rend les terres sikkimaises annexées par les Népalais au cours des siècles. Il suit la guerre anglo-népalaise (1814-1816) et le traité de Sugauli en 1816. En retour, les Britanniques obtiennent des droits d'échanges commerciaux et de passage jusqu'à la frontière tibétaine. Le traité est signé à Titalia, à présent connu sous le nom de Tetulia Upazila, dans le district Rangpour de l'actuel Bangladesh. Dans la gazette du Sikkim, en 1894, Herbert Hope Risley (en), écrit que « by the Treaty of Titalia, British India has assumed the position of Lord's paramount of Sikkim and a title to exercise a predominant influence in that State has remained undisputed. » (Par le traité de Titalia, l'Inde britannique a assumé la position du seigneur suprême du Sikkim, et le titre d'exercer une influence prédominante dans cet État est resté indiscuté.).

## Conséquences
Le traité a transformé, dans les faits, le Sikkim en un canal pour la diplomatie anglo-chinoise.